# Cane dei Bakarwal
Il cane dei Bakarwal o pastore dei Gujjar è una razza canina molossoide (tipo cane da montagna) originario della regione del nord dell'India non riconosciuta dalla FCI ed utilizzata per secoli come cane da pastore dall'etnia nomade dei Bakarwal. La specie è stata dichiarata a rischio di estinzione nel 2011.

## Storia

### Origini
La razza originò in tempi molto antichi dall'archetipo razziale dei molossoidi, un grande cane da montagna selezionato in epoca protostorica nel Medioriente (fond. nella Mezzaluna Fertile), dove la nascente pastorizia aveva evidenziato la necessità di selezionare un grosso cane difensore del gregge, evolutosi durante l'Età del ferro come cane da guerra/palazzo nelle prime grandi civiltà (assiri, babilonesi, ittiti, egizi). Dalla Mesopotamia, il molossoide si diffuse nell'antico impero persiano e da lì al Caucaso, all'India ed a tutti i paesi tra le pendici indo-pakistane dell'Himalaya (Tibet, Nepal, Bhutan, ecc.) e le steppe mongoliche, originando diversi ceppi locali: tutti cani accomunati da una certa tipologia caratteriale (forte, dominante, territoriale e protettiva verso la famiglia umana) ma con varianti morfologiche dovute alle diversità climatiche e del territorio.